# 제프 버넷
제프 버넷(Jeff Bernat, 1989년 12월 11일 ~ )은 미국의 가수이다. 필리핀에서 태어나 일본에서 잠시 생활하다가 네바다주 리노로 이동하였다.